# Kamimuria tenuispina
Kamimuria tenuispina és una espècie d'insecte pertanyent a la família dels pèrlids.